# Centralafrika
| Centralafrika |
| --- |
| Centralafrika omfattar enligt FN:s regiondefinition nio olika länder. - Betydelse – centrala delen av Afrika - Omfattning – öster om Västafrika, väster om Östafrika, norr om södra Afrika, söder om Nordafrika - Antal länder – 1–15 (ofta 9) länder |

Centralafrika eller centrala Afrika (för att skilja regionen från landet) är en region i de centrala delarna av Afrika. Den ligger på båda sidor av ekvatorn och kännetecknas till stora delar av sina stora skogsområden med centrum kring Kongofloden och dess bifloder.
Enligt FN:s regionindelning består regionen av nio länder om sammanlagt 6,6 miljoner kvadratkilometer och ett invånarantal på 104 miljoner (år 2004). Det finns dock många regionindelningar, med allt från 1 till 15 ingående länder.

## Omfattning
Centralafrika är området mellan Västafrika, Östafrika, Nordafrika och södra Afrika. Gränsen till de omgivande regionerna är inte väldefinierad och skiljer sig åt beroende på språk, ordval och utgångspunkt. Ofta definieras den i allmän mening av sin belägenhet mellan det torra Sahara i norr och Namiböknen (samt Kalahariöknen) i söder samt mellan Afrikas västkust (vid Guineabukten) och Victoriasjön plus Sudan i öster.

### Central AfricaochMiddle Africa
På engelska skiljer man ibland mellan Central Africa och Middle Africa ("Mellanafrika"). Den förstnämnda benämningen inkluderar i sådana fall de helt eller nästan helt kustlösa staterna Rwanda, Burundi, Kongo-Kinshasa, Centralafrikanska republiken och Tchad). Den sistnämnda benämningen exkluderar Rwanda och Burundi men inkluderar å andra sidan cirka 10 andra länder med centrum runt Kongo-Kinshasa).
Även Nationalencyklopedin definierar Centralafrika som beläget i mellersta Afrika.

### Olika ord
| Stora skogsområden (Ituriskogen till vänster) vid eller i närheten av Kongofloden (till höger) ingår i mångas grundläggande uppfattning av Centralafrika. |  | Stora skogsområden (Ituriskogen till vänster) vid eller i närheten av Kongofloden (till höger) ingår i mångas grundläggande uppfattning av Centralafrika. |
| Stora skogsområden (Ituriskogen till vänster) vid eller i närheten av Kongofloden (till höger) ingår i mångas grundläggande uppfattning av Centralafrika. |  | |

Centralafrika kan i vissa sammanhang användas som vardagsbenämning för Centralafrikanska republiken. Detta land ingår i nästan alla definitioner av Centralafrika, och med sin relativt isolerade och kustlösa placering i skogsområdet nära ekvatorn utgjorde området åtminstone förr något av en sinnebild för det okända "mörka Afrika". För att skilja ut sig från Centralafrika i denna betydelse används ibland centrala Afrika som benämning för den större regionen.
Under slutet av den brittiska kolonialtiden fanns för några år Centralafrikanska federationen, också kallad Federationen Rhodesia och Nyasaland. Federationen omfattade Nordrhodesia (nuvarande Zambia), Sydrhodesia (nuvarande Zimbabwe) och Nyasaland (nuvarande Malawi); denna federation kallades ibland för "Brittiska Centralafrika". De tre moderna länderna som bildats av denna numera upplösta federation ingår endast sällan helt eller delvis i regionbegreppet Centralafrika. Ingen av länderna inräknas i regiondefinitionen enligt FN, som istället räknar alla tre som delar av Östafrika.
Det tidigare sammanhållna landet Sudan räknas alternativt till Nord- eller Östafrika. Sedan Sydsudan etablerats som eget land, räknas ibland detta land till den centralafrikanska regionen, eller åtminstone till underregionen som på engelska definieras som East-Central Africa.

### Olika utgångspunkter

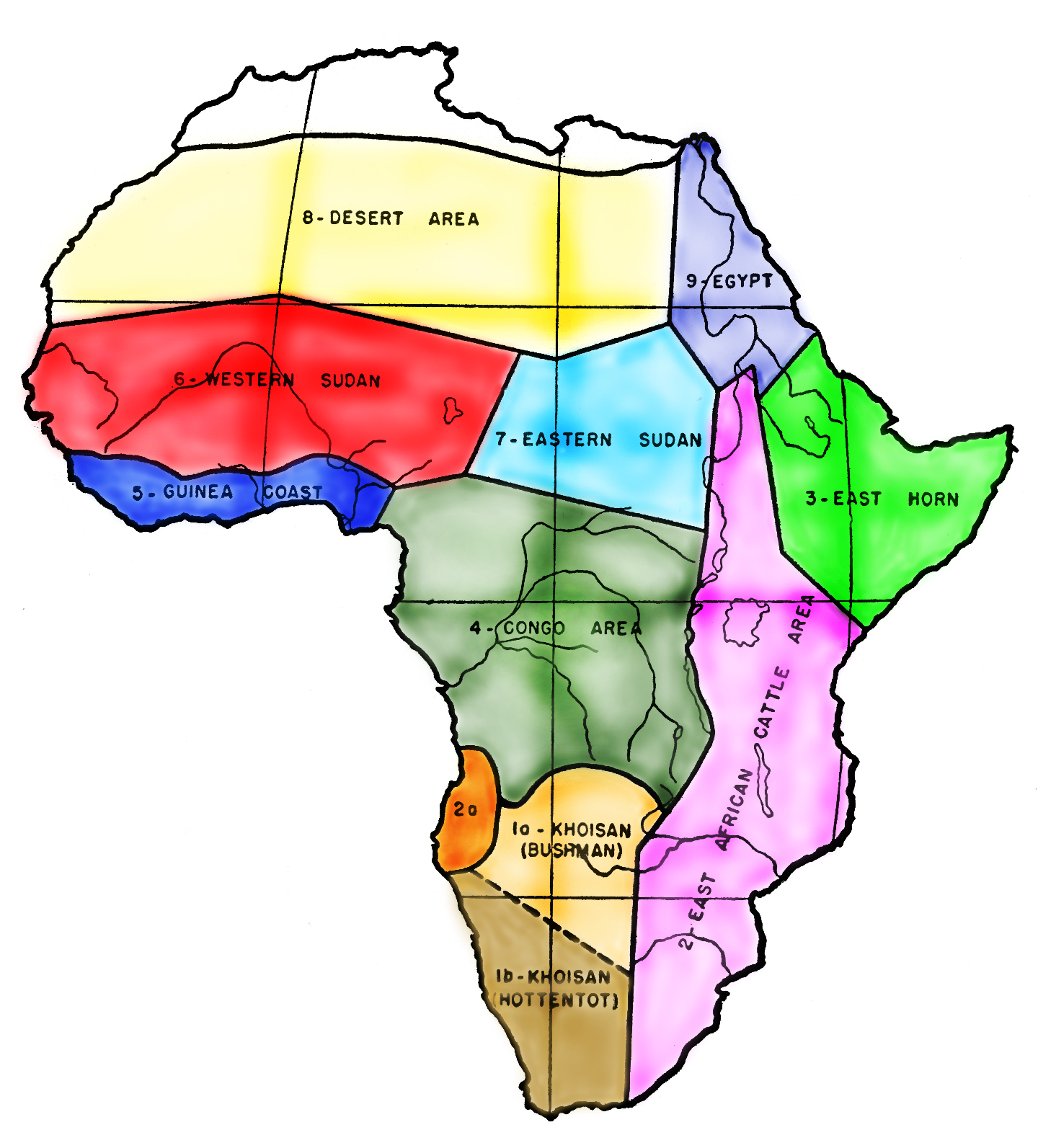
Centralafrika kännetecknas till stor del av sina stora skogsområden, vilket även definierat kulturregionen Kongo (grönt med nummer 4.).

Centralafrika kan karaktäriseras utifrån sina stora skogsområden. Ur vegetationsmässig synpunkt sträcker sig det centralafrikanska skogsområdet från mitten av Kamerun och Centralafrikanska republiken i norr till södra Kongo-Kinshasa i söder, från Atlantkusten i väster till Tanganyikasjön med flera sjöar i öster. Skogsområdet har centrum i och kring Kongofloden med dess tillflöden.
Även ur kulturell synvinkel kan Centralafrika definieras utifrån den och de kulturer som utvecklats i och runt de stora skogsområdena. Detta inkluderar tidiga bantukulturer och pygméernas kulturer inne i regnskogsområdet. Denna kulturregion märks ut i grön färg och med nummer 4 på kartan till höger.

## Länder
Regionens omfattning definieras med allt från 1 till 15 ingående länder. FN:s statistikorgan Unstats indelning av Afrika i fem geografiska regioner är dock väl spridd, och enligt den ingår följande nio stater (med alternativ tillhörighet inom parentes):
- Angola (ibland södra Afrika)
- Centralafrikanska republiken
- Ekvatorialguinea (ibland Västafrika)
- Gabon (ibland Västafrika)
- Kamerun (ibland Västafrika)
- Kongo-Brazzaville (ibland Västafrika)
- Kongo-Kinshasa
- São Tomé och Príncipe (ibland Västafrika)
- Tchad (ibland Västafrika)

### Gränsländer
Ytterligare 5 länder i söder och öster ingår i vissa regionbeskrivningar över Centralafrika. Oftare placeras dessa i någon av de regioner som noteras inom parentes.
- Burundi (oftare Östafrika)
- Malawi (oftast Östafrika, sällan södra Afrika)
- Rwanda (oftare Östafrika)
- Zambia (ofta Östafrika, ibland södra Afrika)
- Zimbabwe (ofta Östafrika, ibland södra Afrika)

## Natur
En stor del av området dräneras av Kongofloden som efter Amazonas har det största vattenflödet. Runt Kongofloden, i Kongobäckenet, finns jordens näst största tropiska regnskog. Runt regnskogen finns savann och längs flodmynningarna växer mangrove. I söder och norr finns torr tropisk skog, som förlorar sina löv under torrperioderna. I norr övergår landskapet till övergångszonen Sahel som i sin tur gränsar till öknen Sahara.

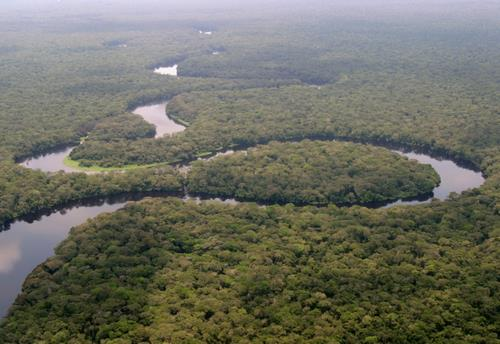
Regnskog i Salonga nationalpark, Kongo-Kinshasa.
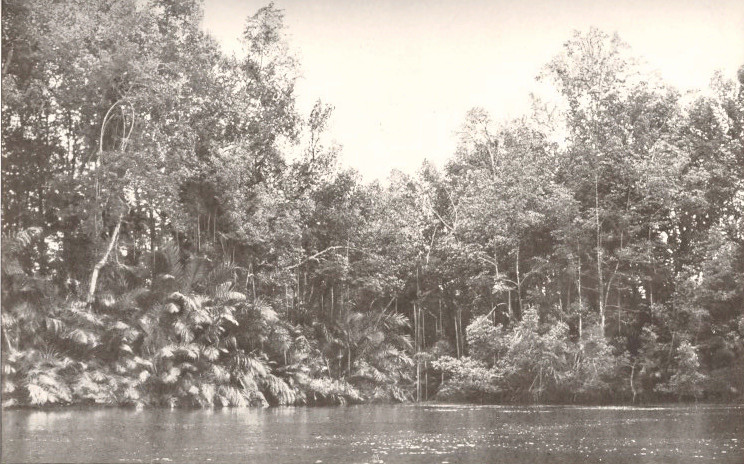
Mangrove längs med Kongofloden.
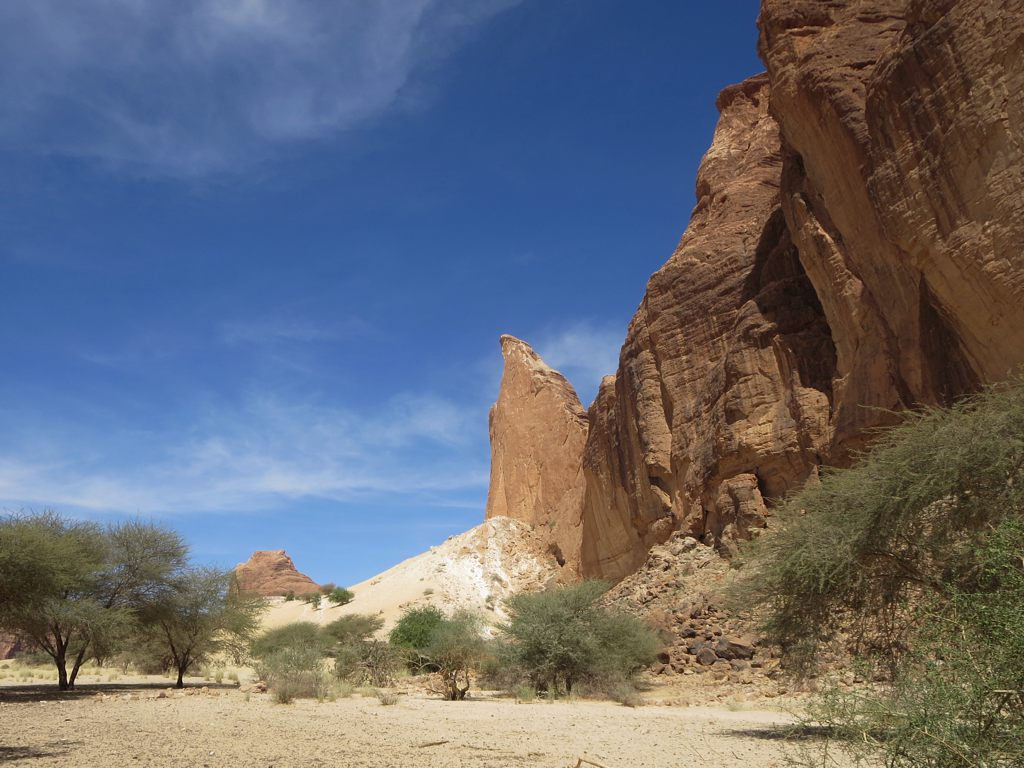
Akacia i nordöstra Tchad.

## Klimat
Runt ekvatorn är klimatet hett och fuktigt med stor nederbörd. Medeltemperaturen ligger mellan 25 och 28 °C. Vid kusten i Gabon faller mer än 2 000 mm regn per år. I juli och augusti är regnet något mindre intensivt än resten av årets månader. Längre norr och söder om ekvatorn blir klimatet torrare och torrare. I den norra delen av området är det torrast i januari och i söder är det torrast i juli.

## Historia

### Förhistoria
Acheuléekulturen som uppbars av Homo erectus under äldre paleolitikum har lämnat efter sig handyxor som användes för att bereda skinn och föda. Dessa handyxor är mycket lika de handyxor som man hittat i övriga Afrika, Väst- och Mellaneuropa och södra Asien vilket antyder att den centralafrikanska kulturen var väl integrerad med den acheuléiska kulturen.
För cirka 100 000 år sedan började den moderna människan, Homo sapiens, etablera sig i Centralafrika. Eld började användas i matlagningen och dieten blev mer varierad. Stenvapen har hittats från perioden.
För cirka 10 000 år sedan startade en jordbruksrevolution i Centralafrika som började i de norra delarna där Sahara expanderade söderut. Jägare bosatte sig vid floderna och etablerade sig där som fiskare. Samlare bosatte sig vid sjöar där de sådde frön de samlat in. Efterhand utvecklades odlingen av hirs och sorghum och därefter andra grödor, som oljepalm, jams, olika bananarter (som ursprungligen domesticerades på öar i Sydostasien). Samtidigt utvecklades också krukmakeriet. 
För cirka 3 000 år sedan inträdde järnåldern. Metallhanteringen kom först in från nordväst från det nigerianska höglandet där kunskapen spreds av bantutalande folk. Smeder fick hög status och smedprinsar förekommer i centralafrikansk folklore. Centralafrika hade ingen bronsålder, det var först under järnåldern som koppar blev värdefullt i området för att användas till smycken, ornament och instrument, som ofta användes i kretsen kring hövdingar och kungar. Katanga i nuvarande Kongo-Kinshasa var en av världens största kopparproducenter runt år 1000 e.Kr. 

### Förkoloniala riken
Normalt sett styrdes de centralafrikanska områdena lokalt, i liten skala. Ett fåtal exempel på organiserade områden, större än det som motsvarar en dagsmarsch från centralpunkten, finns: 
- Lundariket hade sin tyngdpunkt i södra Kongo-Kinshasa och norra Zambia. Det var sakralt kungadöme grundat under 1400-talet och hade inledningsvis en kvinnlig regent. På 1600-talet gifte sig en regent med en prins från Lubariket och det ledd till en komplicerad organisation.[7]
- Lubariket var beläget i Katanga i Kongo-Kinshasa. Det grundades under 1500-talet av kung Kongolo, som lade under sig flera hövdingadömen med besläktade bantutalande folk. Lubariket utvidgades och blev med tiden ett sakralt kungadöme. Genom att lubakungens son på 1600-talet gifte sig med lundarikets regent utvidgades Lubarikets intressesfär.[8]
- Kubariket låg i nuvarande Kongo-Kinshasa. Det grundades av bantufolket kuba cirka 1600 och styrdes av en sakral kung. I början av 1900-talet hamnade Kubariket under Belgiska Kongo.[9]
- Kongoriket vid Kongofloden uppstod under 1300-talet genom sammanslagning av mindre kungadömen. Kongoriket som var ett sakralt kungadöme, var som störst under 1400-talet och omfattade då delar av Kongo-Kinshasa, Kongo-Brazzaville och norra Angola. År 1665 invaderade portugisiska trupper Kongoriket varefter riket delades i en rad mindre kungadömen.[10]

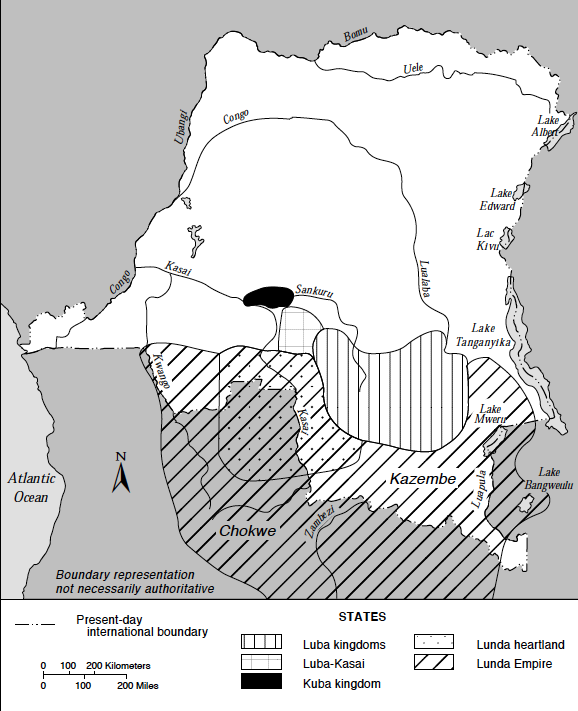
Lunda-, Luba- och Kubariket
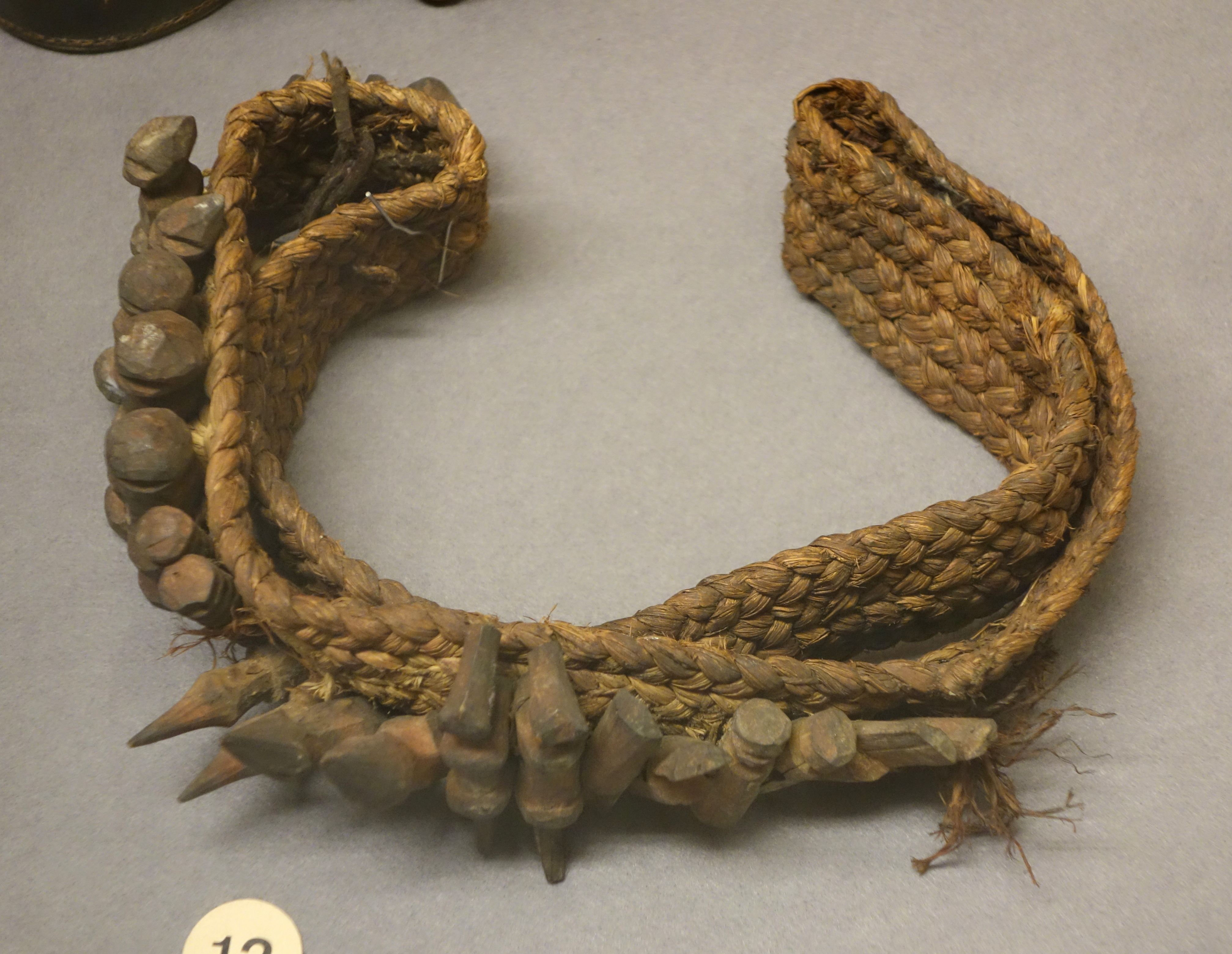
Magiskt bälte i bast, Lunda
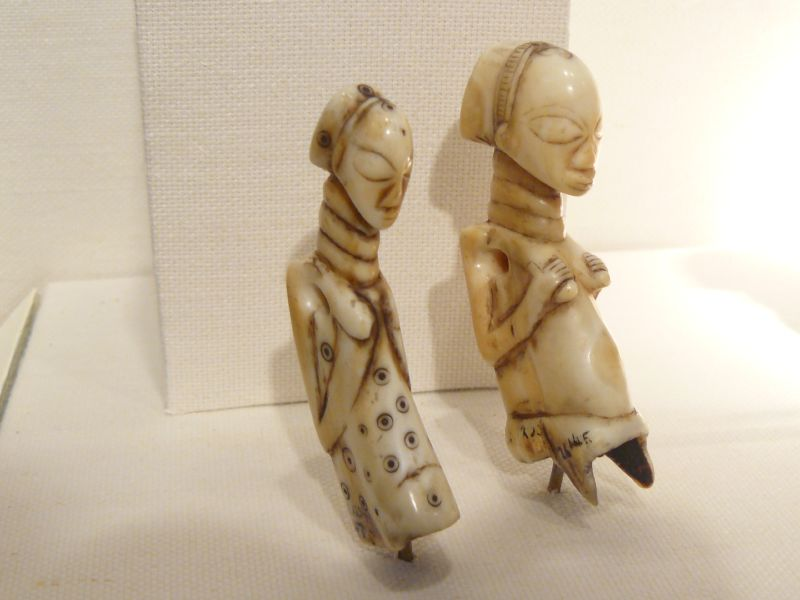
Hängsmycken av flodhästtand, Luba
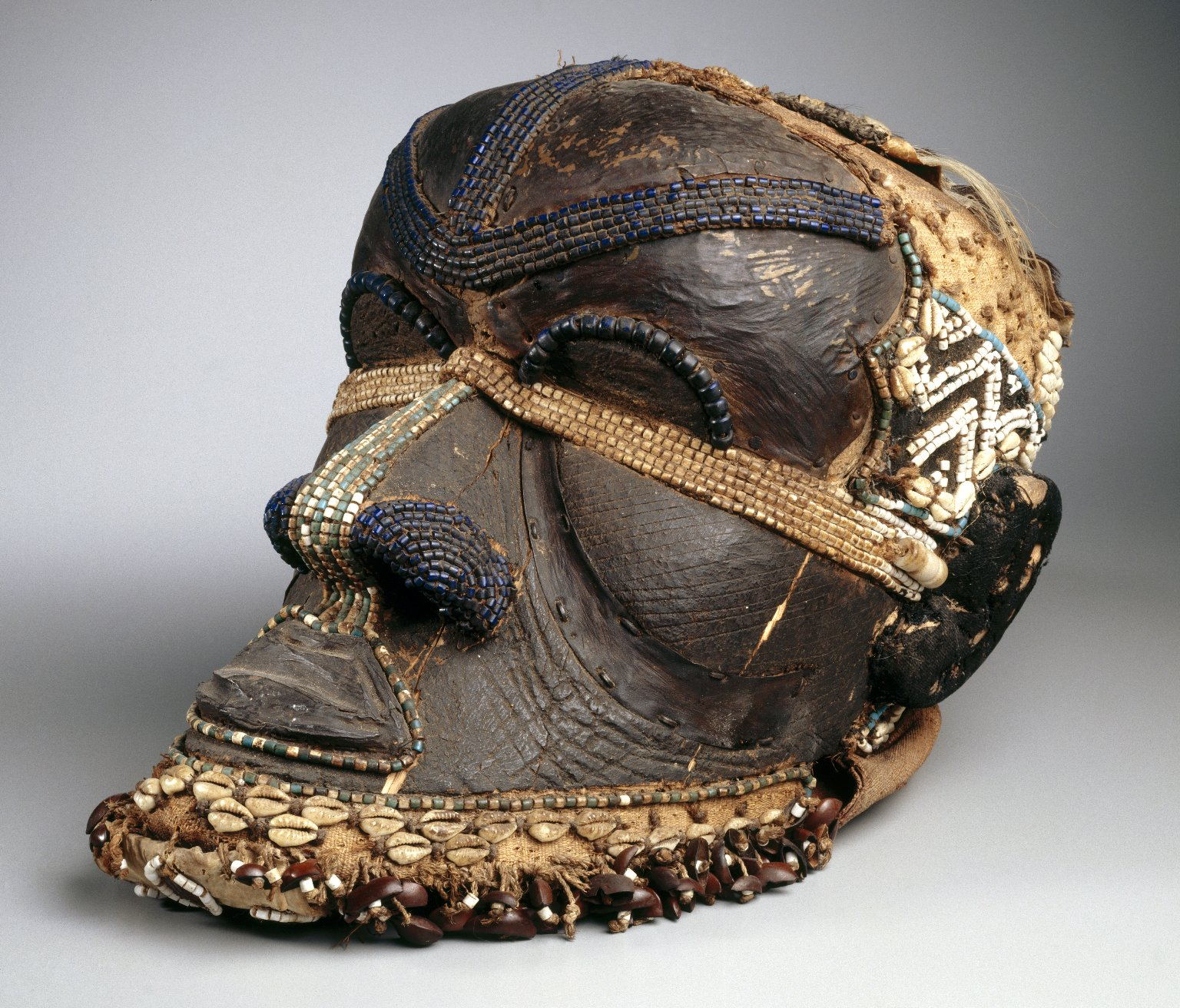
Mask, Kuba

### Kolonisation och slavhandel
Under 1400-talet fick Centralafrika direktkontakt med omvärlden, både med den islamiska världen och den kristna. Portugiserna etablerade en koloni på ön São Tomé på 1470-talet där sockerrörsplantager anlades. São Tomé blev ett första brohuvud för den transatlantiska slavhandeln, som fick djupgående konsekvenser för Centralafrika. De starkaste såldes till gruvorna på Guldkusten, de näst starkaste skeppades till Europa och övriga sattes i arbete på sockerplantagen på São Tomé. Portugisiska handelsmän och missionärer intresserade sig för området runt Kongoflodens mynning från 1480-talet vilket fick Kongorikets överordnade kung att konvertera till kristendomen. Runt 1570 uppstod interna stridigheter samtidigt som portugiserna bedrev efter det slavjakt i området. 1580 fick Spanien kontroll över den  portugisiska hamnen Luanda när länderna fick samma regent, Filip II. Därefter riktades slavjakten i inlandet in sig på att förse provinsen Brasilien med de slavar som behövdes för kolonisation. Nederländerna var först mer intresserade av elfenben än slavar och många folk kunde dra fördelar av jakt och handel med elfenben. Vid mitten av 1600-talet hade Nederländerna skaffat sig egna amerikanska kolonier, och gav sig då in i slavjakten. Vid mitten av 1700-talet hade försörjningsrutterna av slavar för transport över Atlanten nått mitten av Afrikas inland och började överlappa försörjningsrutterna för slavhandeln över Indiska oceanen. Lundariket var framgångsrikt att monopolisera slavhandeln och förse portugiserna med slavar. Under 1700-talet övertog Frankrike Nederländernas position som ledande slavköpare norr om Kongofloden och uppgick till 10 000 personer per år. I och med franska revolutionens utbrott började den franska slavhandeln avta. Slavhandeln upphörde fortsatte in på 1800-talet men avtog  då land efter land, som ett resultat av abolitionismrörelsen, avskaffade slaveriet i sina kolonier (Storbritannien 1833, Frankrike 1848 och Brasilien 1888). Den centralafrikanska befolkningen minskade som ett resultat av slavhandeln (och började återhämta sig först under tidigt 1900-tal) men nya grödor, majs och maniok, kom in från Amerika vilket hjälpte Centralafrika att effektivisera sitt jordbruk. Samtidigt slog sjukdomar som smittkoppor, malaria, sömnsjuka och världsomspännande influensaepidemier hårt mot befolkningen.
Under andra hälften av 1800-talet började en intensiv handel med elfenben till försäljning i Europa och Nordamerika. Handelsvägen gick längs Nilen och in i Kongobäckenet där det fanns mycket elefanter. De egyptiska och osmanska handelsmännen kidnappade lokal befolkning för att arbeta bland annat som bärare, tjänare och konkubiner. De fick sedan arbeta som slavar i Konstantinopel och Kairo. En annan handelsväg för elfenben kontrollerades av Nyamweziriket (i nuvarande Tanzania). Denna handelsväg gav upphov till en militäriserad handelsstat i Lundarikets gamla områden, en stat som också fick kontroll över de gamla slavhandelsrutterna mot Indiska oceanen (Zanzibar, Arabien och Persien).
Vid Berlinkonferensen 1884–85 lyckades kung Leopold II få kolonialmakterna att erkänna Kongofristaten som hans personliga domän. Området ockuperades under hårda strider bland annat mot Zanzibarköpmän. Privata företag fick koncession för att exploatera naturresurserna, främst gummi. Exporten femtiofaldigades under 1890-talet genom att lokalbefolkningen avkrävdes tvångsarbete och tvångsleveranser. Grymheterna väckte internationell skandal och 1908 var Leopold tvungen att överlämna kolonin, som fick namnet Belgiska Kongo, till belgiska staten.

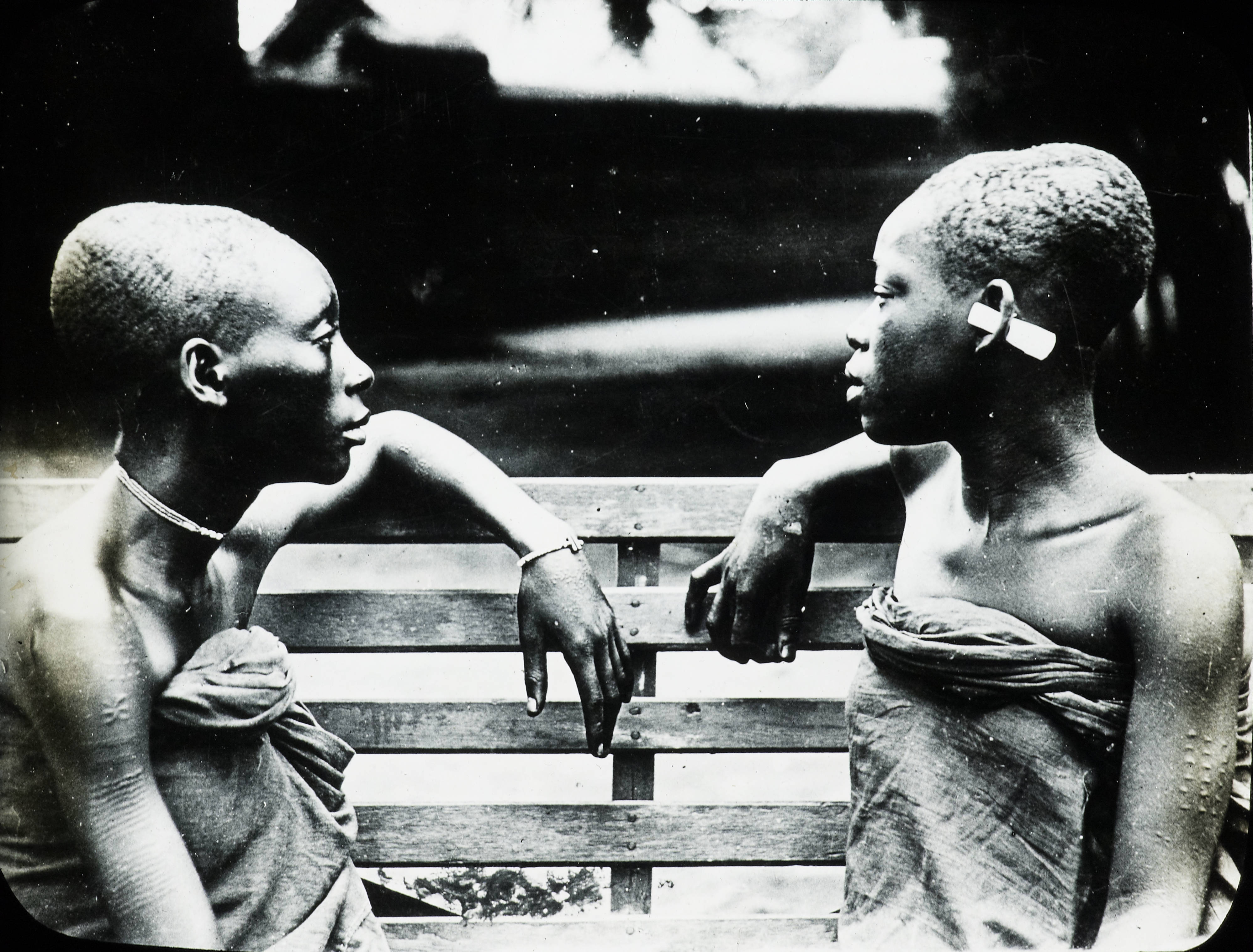
Slavar ca 1900-1915, nuvarande Kongo-Kinshasa

Se även:
- Transatlantiska slavhandeln

### Postkolonial tid
| Stater                       | Självständighet       | Tidigare kolonialmakter                            |
| ---------------------------- | --------------------- | -------------------------------------------------- |
| Angola                       | 1975                  | Portugal                                           |
| Centralafrikanska republiken | 1960                  | Frankrike                                          |
| Ekvatorialguinea             | 1968                  | Spanien                                            |
| Gabon                        | 1960                  | Frankrike                                          |
| Kamerun                      | 1960 (från Frankrike) | Tyskland 1914, senare Frankrike och Storbritannien |
| Kongo-Brazzaville            | 1960                  | Frankrike                                          |
| Kongo-Kinshasa               | 1900                  | Belgien                                            |
| São Tomé och Príncipe        | 1975                  | Portugal                                           |
| Tchad                        | 1960                  | Frankrike                                          |

## Befolkning
Centralafrika (exklusive Burundi, Malawi, Rwanda, Zambia och Zimbabwe) hade 104 miljoner invånare 2004.

### Folkgrupper
Nationella gränser har splittrat de etniska folkgruppernas områden.
Några exempel: 
- Twa eller batwa är ett  pygméfolk som traditionellt lever som jägare och samlare i högre terräng och bergstrakter kring de stora sjöarna. Totalt uppskattas de till 85  000–90  000 människor, varav 16 000 lever i  Kongo-Kinshasa.[22]
- Fang är ett jordbrukande bantufolk i Ekvatorialguinea, sydvästra Kamerun, nordvästra Gabon samt São Tomé och Príncipe som totalt uppskattas till 1,2 miljoner.[23]
- Teke är ett bantutalande folk som lever på båda sidor gränsen mellan Kongo -Brazzaville och Kongo -Kinshasa  strax söder om ekvatorn. Deras antal uppskattas till 800 000.[24]
- Kongo eller bakongo är ett bantufolk som bor i sydvästra delarna av Kongo -Kinshasa och Kongo-Brazzaville samt norra delarna av Angola. De uppgår till minst 10 miljoner. Under 1700- och 1800-talen utnyttjades kongo för slavexporten till Amerika.[25]

### Språk
De flesta språk som talas i Centralafrika tillhör bantuspråken som ingår i Niger-Kongospråkfamiljen. Norrut talas också Adamawa-Ubangispråk som också tillhör Niger-Kongospråkfamiljen samt centralsudanesiska språk som tillhör den nilo-sahariska språkfamiljen. I Tchad talas även tchadspråk som tillhör den afroasiatiska språkfamiljen. I Angola i söder finns också talare av khoisanspråk.

Afroasiatiska språk
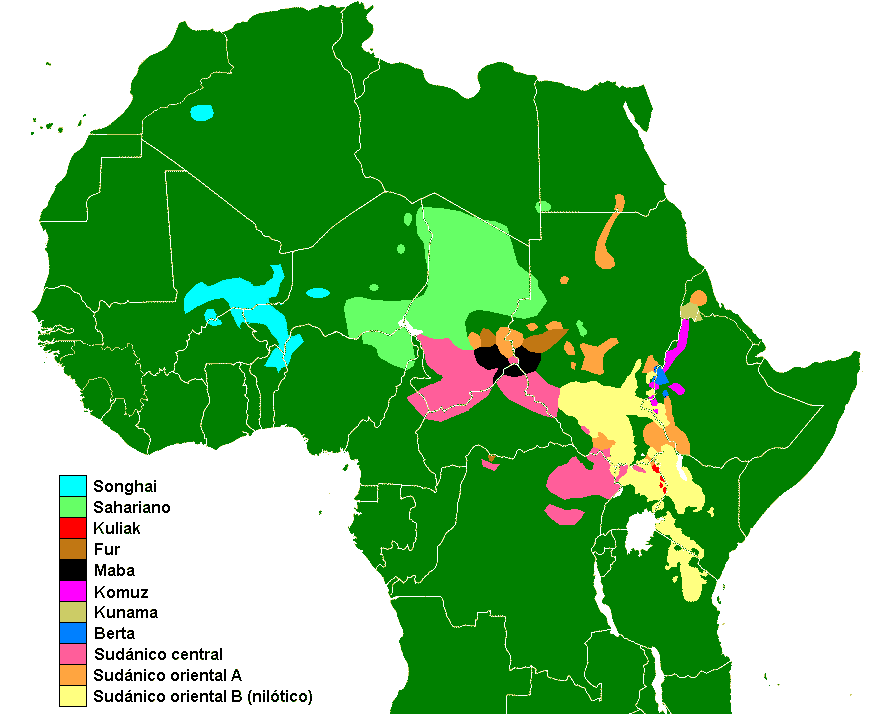
Nilo-sahariska språk
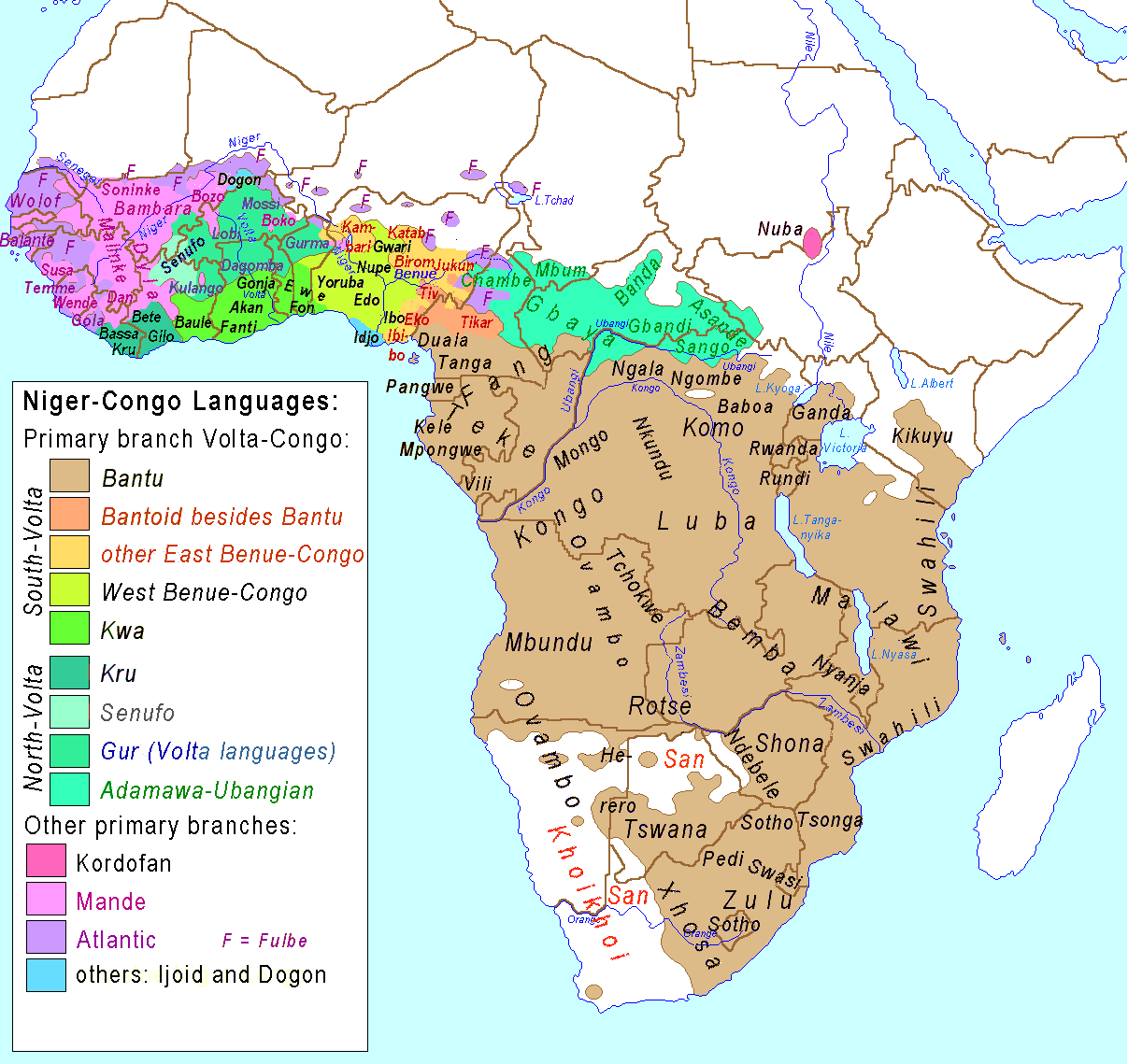
Niger-kongospråk
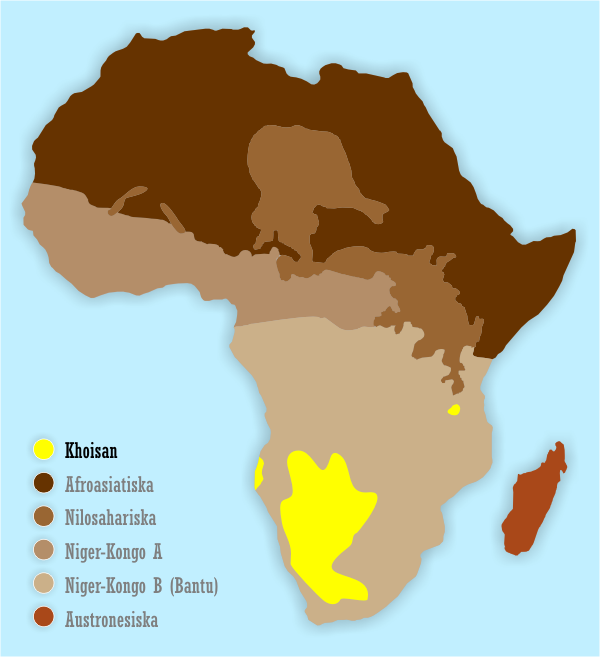
Khoisanspråk

Utöver lokala språk används kreolspråk (portugisiskbaserade kreolspråk på São Tomé och Príncipe) och europeiska språk som lingua franca både inom och mellan länder. Europeiska språk är officiella språk i de centralafrikanska länderna.

## Ekonomi
Centralafrikanska republiken, Ekvatorialguinea, Gabon, Kamerun, Kongo-Brazzaville och Tchad bildar tillsammans Communauté économique et monétaire de l'Afrique centrale (CEMAC). Medlemsländerna använder den gemensamma valutan CFA-franc med valutabeteckningen XAF.

## Bildgalleri
Nedan presenteras ett antal alternativa avgränsningar av Centralafrika:

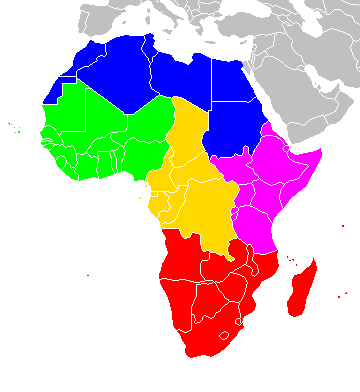
Definition med 8 länder (i gult).
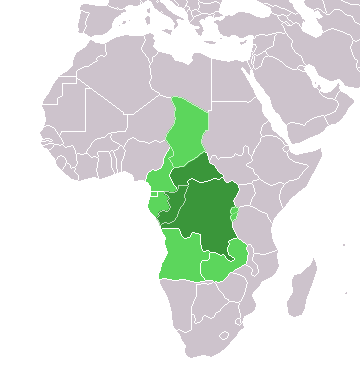
Definition med 3 och 12 länder.
Definition med 5 och 12 länder.
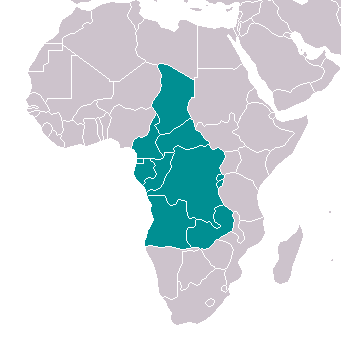
Definition med 12 länder.
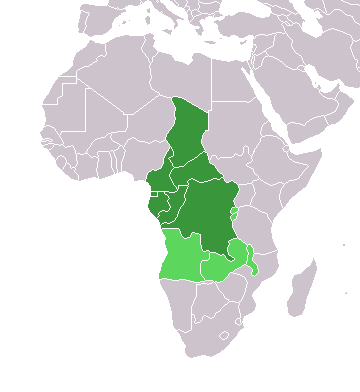
Definition med 8 och 13 länder.
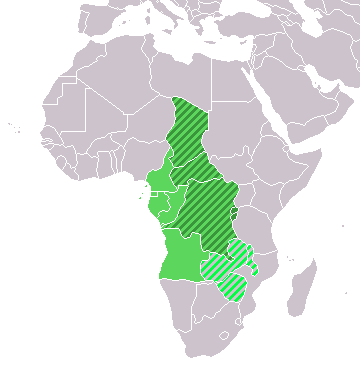
Definition med 5, 11 och 14 länder.